# Viral B. Shah
Pour les articles homonymes, voir Shah (homonymie).
Viral B Shah est un informaticien indien, connu pour être un des co-créateurs du langage de programmation Julia,,,.

## Formation et carrière
Viral est diplômé en génie informatique du Padmabhushan Vasantdada Patil Pratishthan's College of Engineering (en). Viral a obtenu son doctorat en sciences informatiques à l'Université de Californie à Santa Barbara. Il a activement participé au projet Aadhaar, qui vise à fournir un numéro d’identité unique à 12 chiffres attribué à tous les résidents indiens en fonction de leurs données biométriques et démographiques. Fort de son expérience dans la mise en œuvre d'Aadhaar et d'autres projets technologiques complexes en gouvernance, il a co-écrit le livre Rebooting India avec Nandan Nilekani (en).
À partir de 2017, il est le PDG de Julia Computing, qu'il a co-fondé avec les co-créateurs de Julia, Alan Edelman, Jeff Bezanson, Stefan Karpinski ainsi que Keno Fischer et Deepak Vinchhi.

## Prix et distinctions
En 2019 il est lauréat du prix Wilkinson pour les logiciels de calcul numérique avec Jeff Bezanson et Stefan Karpinski pour le développement du langage de programmation Julia.